# Lijst van aartsbisschoppen van Toledo
Hieronder volgt een lijst van bisschoppen en aartsbisschoppen van Toledo.

## Bisschoppen
- 69? - 96?: Eugenius
- 286 - 306: Melancio
- 325 - 335: Patruino
- 335 - 345: Toribio
- 345 - 355: Quinto
- 355 - 365: Vincente
- 365 - 375: Paulato
- 375 - 385: Natallo
- 385 - 395: Audencio
- 395 - 412: Asturio
- 412 - 427: Isicio
- 427 - 440: Martin
- 440 - 454: Castino
- 454 - 467: Campeyo
- 467 - 482: Sinticio
- 482 - 494: Praumato
- 494 - 508: Pedro I.
- ? - ca. 520: Celso
- 521 - 531: Montano
- Julián I.
- Bacauda
- Pedro II.
- Euphemius
- Exuperio
- Adelphus
- Conancio

## Aartsbisschoppen
- ca. 603 - 615: Aurasius
- 615 - 633: Helladius
- 633 - 636: Justus
- 636 - 646: Eugenius I
- 646 - 657: Eugenius II
- 657 - 667: Ildefons
- 667 - 680: Quiritius
- 680 - 690: Julian II
- 690 - 693: Sisibert
- 694 - 700: Felix
- 700: Sisebut
- 700 - 710: Gunderich
- 711 - ?: Sindered
- Urban
- Sunieredo
- Concordio
- 745 - 754: Cixila
- 754 - ca. 800: Elipando
- ? - ca. 828: Gumesindo
- ? - ca. 850: Wistremiro
- 850 - ca. 858: Eulogius
- 859 - 892: Bonito
- 892 - 926: Juan I
  - Ubayd Allah ben Qasim
  - sedisvacatie
- 1058 - ca. 1080: Pascual
- 1086 - 1124: Bernard de Sédirac
- 1124 - 1152: Raimundo de la Sauvetat de Blancafort
- 1152 - 1166: Juan II
- 1167 - 1180: Cerebruno
- 1181 - 1182: Pedro de Cardona
- 1182 - 1191: Gonzalo Petrez
- 1192 - 1208: Martín López de Pisuerga

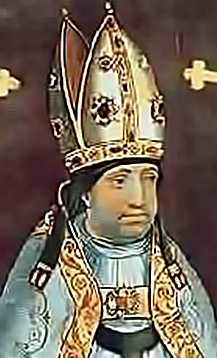
Rodrigo Jiménez de Rada (1209-1247)

- 1209 - 1247: Rodrigo Jiménez de Rada  (afbeelding hiernaast)
- 1248 - 1248: Juan Medina de Pomar
- 1249 - 1250: Gutierre Ruiz Dolea
- 1251 - 1261: Sancho, infant van Castilië (huis Ivrea)
- 1262 - 1265: Domingo Pascual
- 1266 - 1275: Sancho de Aragón
- 1276 - 1280: Fernando Rodríguez de Covarrubias
- 1280 - 1299: Gonzalo García Gudiel
- 1299 - 1310: Gonzalo Díaz Palomeque
- 1310 - 1319: Gutierre Gómez de Toledo
- 1319 - 1328: Juan, Infant van Aragón
- 1328 - 1338: Jimeno de Luna

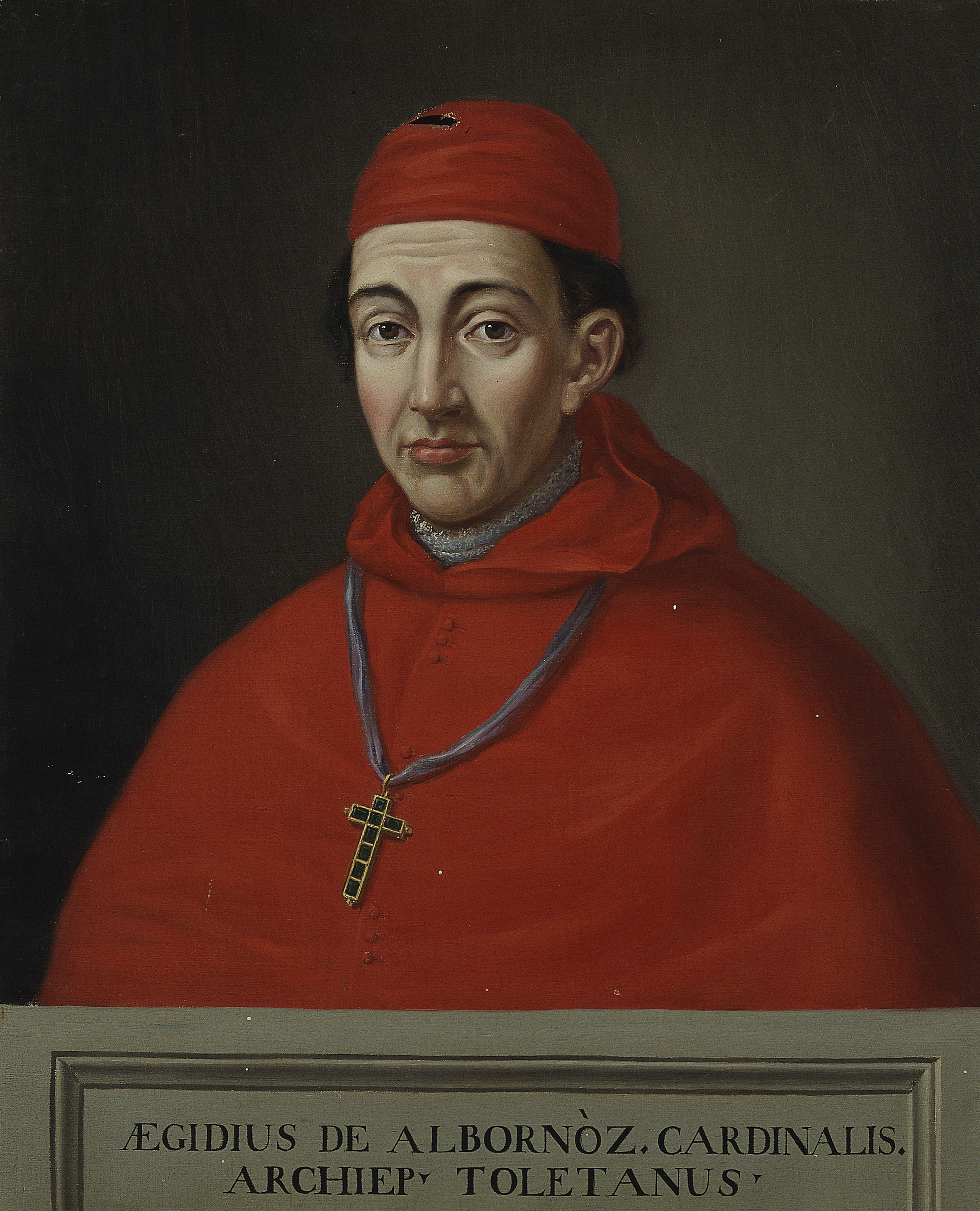
Gil Álvarez Carrillo de Albornoz (1338-1350)

- 1338 - 1350: Gil Álvarez Carrillo de Albornoz (afbeelding hiernaast)
- 1351 - 1353: Gonzalo de Aguilar
- 1353 - 1362: Blas Fernández de Toledo
- 1362 - 1375: Gómez Manrique
- 1375 - 1399: Pedro Tenorio
  - sedisvacatie
- 1403 - 1414: Pedro de Luna
- 1415 - 1422: Sancho de Rojas
- 1423 - 1434: Juan Martínez de Contreras
- 1434 - 1442: Juan de Cerezuela
- 1442 - 1445: Gutierre Álvarez de Toledo (huis Álvarez de Toledo)
- 1446 - 1482: Alfonso Carillo de Acuña
- 1482 - 1495: Pedro González de Mendoza
- 1495 - 1517: Francisco Jiménez de Cisneros

- 1517 - 1521: Willem van Croÿ
  - sedisvacatie
- 1523 - 1534: Alonso de Fonseca
- 1534 - 1545: Juan Pardo de Tavera

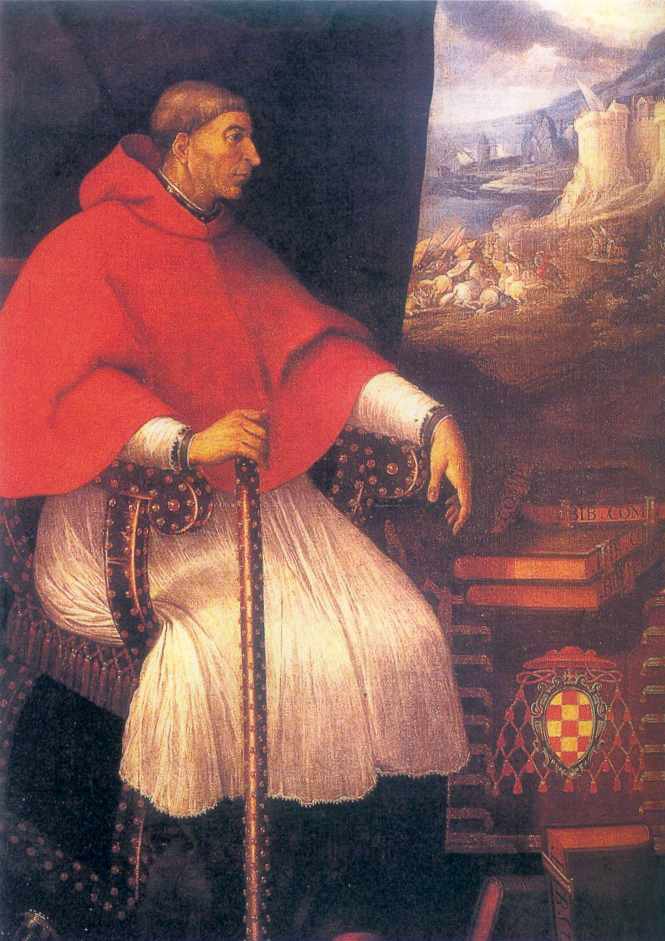
Francisco Jiménez de Cisneros (1495-1517)

- 1545 - 1557: Juan Martínez Silíceo
- 1557 - 1576: Bartolomé Carranza y Miranda, OP
- 1577 - 1594: Gaspar de Quiroga y Vela
- 1595 - 1598: Albrecht van Oostenrijk
- 1598 - 1599: Garcia de Loaysa Giron
- 1599 - 1618: Bernardo de Sandoval y Rojas
  - sedisvacatie
- 1620 - 1641: Ferdinand van Oostenrijk
  - sedisvacatie
- 1645 - 1645: Gaspar de Borja y Velasco
- 1646 - 1665: Baltasar de Moscoso y Sandoval
- 1666 - 1677: Pascual de Aragón
- 1677 - 1709: Luis Manuel Fernández de Portocarrero
- 1715 - 1720: Francisco Valero y Losa
- 1720 - 1734: Diego Astorga Céspedes
- 1735 - 1754: Luis de Borbón y Farnesio
- 1755 - 1771: Luis Fernández de Córdoba
- 1771 - 1800: Francisco Antonio de Lorenzana y Butrón

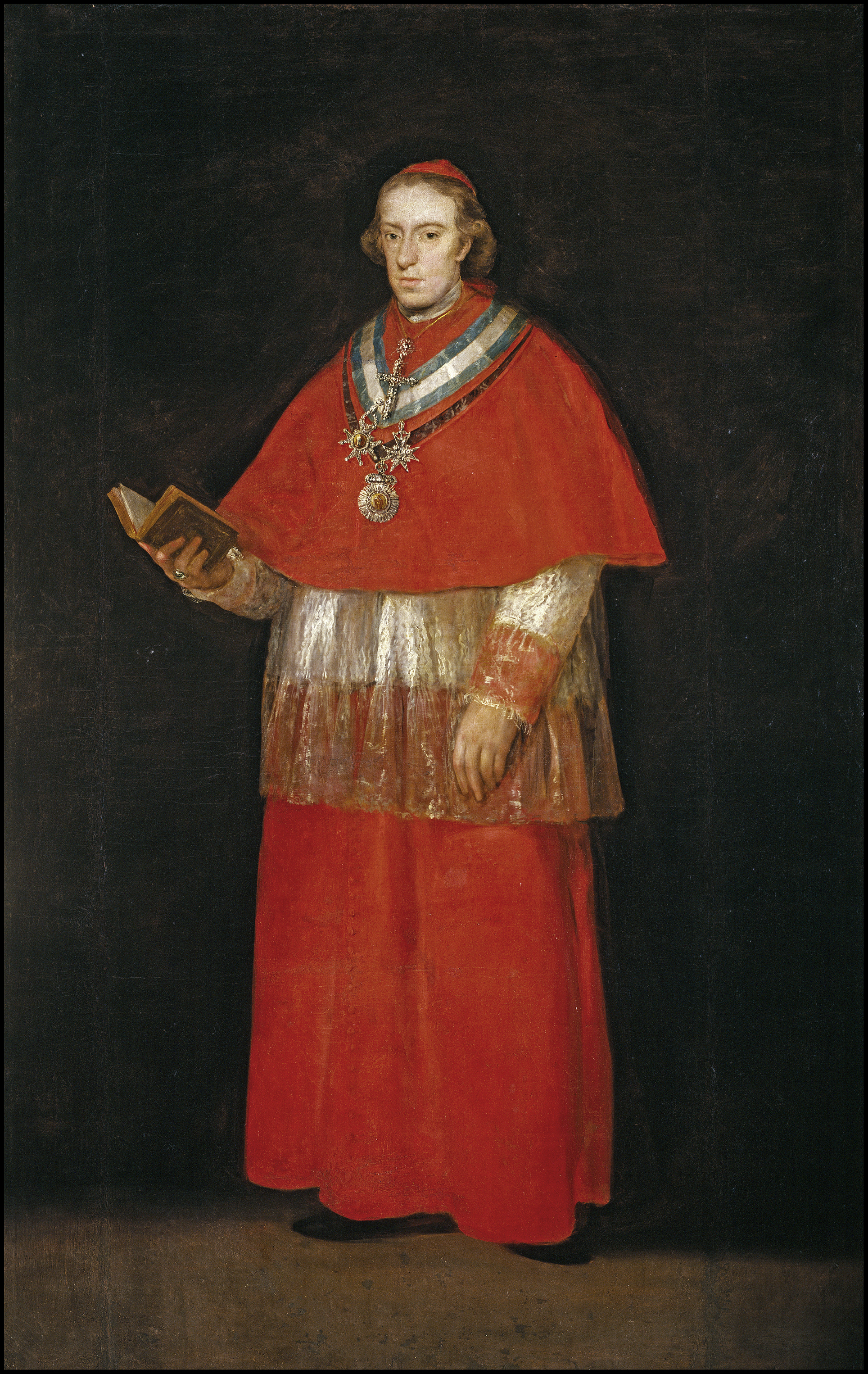
Luis Maria de Borbón y Vallabriga (1800-1814)

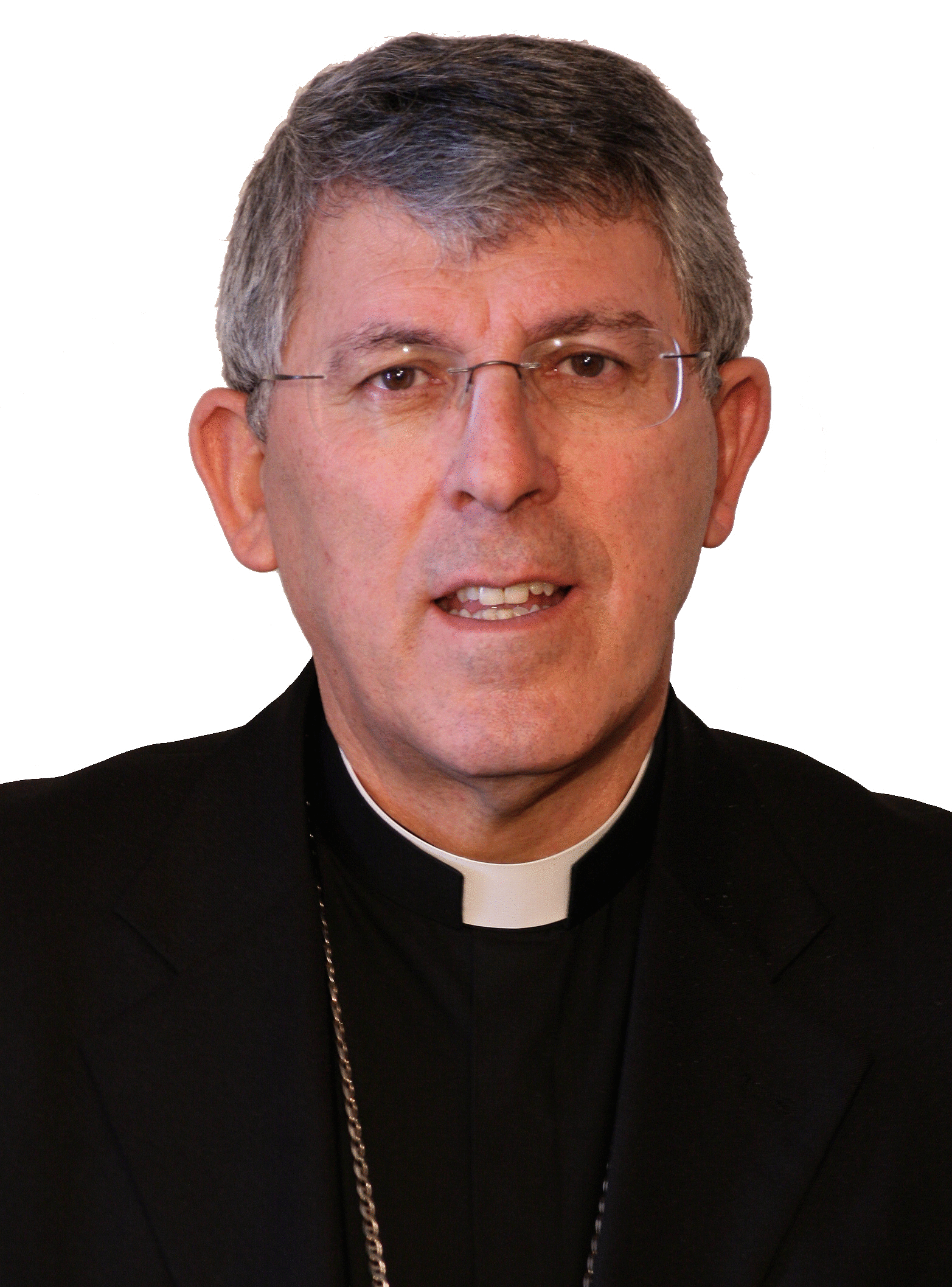
Braulio Rodríguez Plaza (2009-2019)

- 1800 - 1814: Luis Maria de Borbón y Vallabriga (afbeelding hiernaast)
  - sedisvacatie
- 1824 - 1836: Pedro Inguanzo y Rivero
  - sedisvacatie
- 1847 - 1857: Juan José Bonel y Orbe
- 1857 - 1872: Cirilo de Alameda y Brea, OFM
  - sedisvacatie
- 1875 - 1884: Juan Ignacio Moreno y Maisanove
- 1885 - 1886: Ceferino González y Díaz-Tuñón, OP
- 1886 - 1891: Miguel Payá y Rico
- 1892 - 1897: Antolín Monescillo y Viso
- 1898 - 1909: Ciriaco María Sancha y Hervás
- 1909 - 1913: Gregorio María Aguirre García, OFM
- 1914 - 1920: Victoriano Guisasola y Menéndez
- 1920 - 1922: Enrique Almaraz y Santos
- 1922 - 1927: Enrique Reig y Casanova
- 1927 - 1931: Pedro Segura y Sáenz
- 1933 - 1940: Isidro Gomá y Tomás
- 1941 - 1968: Enrique Pla y Deniel
- 1969 - 1971: Vicente Enrique y Tarancón
- 1971 - 1995: Marcelo González Martín
- 1995 - 2002: Francisco Álvarez Martínez
- 2002 - 2008: Antonio Cañizares Llovera
- 2009 - 2019: Braulio Rodríguez Plaza  (afbeelding hiernaast)
- 2019 - heden: Francisco Cerro Chaves